# Изменчивый олигодон
Изменчивый олигодон (лат. Oligodon taeniolatus) — змея семейства ужеобразных.

## Описание
Общая длина достигает 55—65 см. Голова очень слабо отграничена от шеи. Массивный утолщённый межчелюстной щиток хорошо приспособлен к рытью плотного грунта. Ноздря прорезана между двумя носовыми щитками. Глаза маленькие. Хвост короткий.
Верхняя сторона туловища окрашена в розово-жёлтый цвет. По туловищу проходят коричневые поперечные полосы и пятна. Рисунок очень сильно меняется. У некоторых особей вдоль туловища проходят 4 светлые продольные полосы. Встречаются особи, у которых рисунок вообще не выражен. На верхней поверхности головы тянутся 3 тёмные поперечные полоски, под глазом также расположена тёмная полоска или точка. Брюхо светлое, без пятен.

## Распространение
Обитает от Шри-Ланки, Индии, Бангладеш до северо-западного Афганистана, Пакистана, восточного Ирана и южного Туркменистана. Встречается в Непале и Мьянме.

## Пoдвиды
- Oligodon taeniolatus fasciatus
- Oligodon taeniolatus taeniolatus

## Образ жизни
Населяет горы и предгорные равнины, придерживается открытых участков гор в ущельях, по дну которых протекают реки. Встречается на высоте 500—700 метров над уровнем моря. Ведёт скрытный образ жизни. Скрывается под большими камнями, где имеется хотя бы минимальное количество влаги, а на поверхности почвы практически не встречается. Имеет хорошо выраженные роющие способности. Активна в сумерках и ночью. Питается мелкими ящерицами и яйцами пресмыкающихся. Появляется с зимовки в конце апреля.
Это яйцекладущая змея. Становится половозрелой в 2—3 года. Самки в июне откладывают 1—2 яйца.